# ダイエー立川店
ダイエー立川店 (ダイエーたちかわてん) は、かつて東京都立川市曙町二丁目にあった大型商業施設（ショッピングセンター）である。

## 概要
立川駅から少し離れた東京都道・埼玉県道16号立川所沢線沿線に存在した。地上8階・地下1階の建物。
開業当初はダイエーだったが1989年3月26日に閉店し、同年4月8日にディスカウントストアのトポスに転換、1990年 (平成2年) には当店最高となる105億円の売上高を記録した。2006年にはダイエーのシンボルマーク (社章) 変更に伴う合理化策の一環としてダイエーに再び戻った。
開業当初は立川ショッパーズプラザが名称だったが、数年後には左記の名称は公式には使われなくなり閉店まで、ダイエー立川店の名称を表向きは前面に出していた。
開業当初は立川駅前から好立地な当店であったが、駅前周辺の再開発や商圏環境の変化等が影響し、売り上げが低迷。2014年2月28日の営業を以て閉店。
ダイエー閉店後、ディスカウントストアのドン・キホーテが出店を表明し、2016年2月6日にMEGAドン・キホーテ立川店がオープンした。なお、ドン・キホーテが使用するのは地下1階から5階のみで、それ以外の階は専門店が入居している。

## フロア構成（閉店まで）
| 階  | フロア概要                                       |
| --- | ------------------------------------------------ |
| RF  | 閉鎖                                             |
| 8F  | 閉鎖                                             |
| 7F  | 専門店のフロア（百円ショップキャン★ドゥ）        |
| 6F  | 専門店（アミューズメント）・催し物会場のフロア   |
| 5F  | 催し物会場（ギフトコーナー等開催期間以外は閉鎖） |
| 4F  | 紳士衣料・寝具・インテリア                       |
| 3F  | 婦人衣料・服飾雑貨・子供衣料                     |
| 2F  | 専門店のフロア（GU・靴spc・占い・休憩スペース）  |
| 1F  | 日用品と食品のフロア                             |
| B1F | 食品のフロア                                     |

## アクセス

### 鉄道
- JR中央線・青梅線・南武線 立川駅から徒歩5分。
- 多摩都市モノレール 立川北駅から徒歩4分